# Tekken
Tekken (in giapponese 鉄拳?, lett. "Pugno di ferro") è un videogioco picchiaduro 3D sviluppato e prodotto dalla Namco. Tekken è il nome del torneo di arti marziali in cui si cimentano i protagonisti, che ambiscono al titolo di "The King of Iron Fist Tournament" (in italiano "Re del Torneo del Pugno di Ferro", o traducibile meno letteralmente come: "Re del Torneo Tekken").
Originariamente era un gioco arcade (coin-op da sala giochi), in seguito convertito per PlayStation per la prima volta nel 1995, ovvero uno dei primi giochi usciti per la console Sony ancora prima di Wipeout. Darà origine ad una delle saghe videoludiche più fortunate del mondo con titoli che diverranno tra i più gettonati e famosi della console Sony contribuendo molto al suo successo. La grafica era migliore della maggior parte dei videogiochi dell'epoca: l'unico titolo dello stesso genere di pari livello, precedente a Tekken, era Virtua Fighter, gioco che ha inoltre un importante aspetto in comune con Tekken, cioè il realismo nella riproduzione fedele dei movimenti e degli stili di lotta differenti (quasi sempre realmente esistenti) che caratterizzano ciascuno dei personaggi del gioco e che dunque ne sono un elemento cardine.
Il gioco presentava già tutti gli aspetti che hanno reso celebre l'intera serie di Tekken: grande fluidità, grafica curata (per l'epoca) e match rapidi. Alcuni singoli attacchi sono particolarmente devastanti e le combo permettono di mettere a segno anche una decina di colpi consecutivi. Infatti, se confrontati con quelli di molti altri titoli dello stesso genere, anche quelli di grande successo come ad esempio Street Fighter II (senza contare la grafica 2D/3D), i round in cui si sfidano i giocatori tendono ad essere molto più brevi.
Dal 21 maggio 2011 è possibile scaricare Tekken per PlayStation 3 e PlayStation Portable tramite PlayStation Network.

## Trama

### Prologo
Il Tekken (il torneo del pugno di ferro) è il più grande torneo di arti marziali mai organizzato ed il vincitore sarà dichiarato essere il più forte lottatore del mondo, il "Re del Torneo del Pugno di ferro" (The King of Iron Fist Tournament). Per parteciparvi si radunano i migliori combattenti da tutto il globo. La posta in gioco è molto alta; per il vincitore non c'è solo il prestigio in palio, ma anche un'immensa somma di denaro. Tra gli avversari da battere nella fase finale per aggiudicarsi il titolo c'è anche Heihachi Mishima in persona, il titolare del grande impero finanziario chiamato Mishima Conglomerate (Mishima Zaibatsu), che è anche la società organizzatrice e sponsor della manifestazione. Heihachi è in realtà un losco figuro, corrotto e assetato di potere con l'ossessione di dominare il mondo. Disposto a tutto pur di riuscirci, non si fa scrupoli nemmeno di fronte ai suoi stessi familiari. Ma è anche un formidabile combattente, considerato uno dei maggiori esperti di arti marziali del mondo, padrone dello stile di lotta proprio della sua famiglia, inventato da suo padre Jinpachi Mishima prima ancora che da lui stesso: il karate stile Mishima.
Non è strano quindi che tra i principali motivi che spingono quasi tutti i partecipanti al Tekken a prodigarsi in questa manifestazione c'è quello di vendicarsi personalmente di lui per un qualche torto che essi hanno subito a causa sua o della sua azienda. Infatti il vero scopo di Heihachi, consapevole che in giro per il mondo ci sono tantissime persone, più o meno pericolose, che vorrebbero eliminarlo, nell'organizzare questo torneo è proprio quello di riunire, in un unico posto e in un unico momento, tutti quelli che vorrebbero ucciderlo in modo da potersi sbarazzare di loro in un colpo solo.
Tuttavia ce n'è uno tra di essi che Heihachi tiene molto a rivedere e con cui regolare i conti. Si tratta del suo unico figlio legittimo: Kazuya Mishima, il protagonista di questo primo capitolo. Heihachi aveva perso le tracce di Kazuya da quasi 17 anni, cioè da quando il figlio aveva solo 5 anni e accadde un drammatico episodio che segnò la loro vita: il padre gettò il figlioletto senza pietà da una altissima rupe dopo averlo visto distrarsi dagli allenamenti quotidiani per confortare una bambina che piangeva la scomparsa di un coniglio. Egli infatti aveva sempre educato il figlio in maniera spartana e severa senza mai mostrargli affetto ed aveva sempre visto in lui solo lo strumento per portare avanti il suo impero, nonostante la natura buona e generosa del figlio, vista come un segno di debolezza. Dunque, più che per ucciderlo, lanciò suo figlio giù dalla rupe per incoraggiarlo a risalirla, ossia come una sorta di estrema prova di forza, tenacia e coraggio, come ad imitare i leoni, che si dice facciano lo stesso coi propri cuccioli per rafforzarli. Da notare che la bambina presente in questo episodio cardine delle vicende della saga si rivelerà poi essere un altro dei personaggi principali della storia: Jun Kazama, che parteciperà anche al 2º torneo ed avrà una relazione con Kazuya dalla quale nascerà anche un figlio, Jin Kazama, l'altro protagonista della storia.
Incredibilmente Kazuya sopravvisse alla caduta, pur riportando una profonda ferita sul petto che lo segnerà per sempre con una vistosa cicatrice che da quel giorno diventerà per lui il simbolo del suo odio verso il genitore. In seguito a tale evento il bambino, proprio per poter ottenere la forza necessaria a sopravvivere, risalire il burrone e, una volta giunto il momento opportuno, vendicarsi del trattamento subito dal disamorato padre, sfruttando l'odio che sta provando in quel momento riesce a richiamare a sé Devil, un'entità sconosciuta e malvagia, (probabilmente richiamato grazie al gene del diavolo presente nel DNA del giovane come in quello di tutti i componenti della famiglia Mishima eccetto Heihachi), dai grandi poteri, che si insinua nel suo corpo attraverso la ferita sul petto come un organismo parassita dandogli la forza necessaria, ma che da quel momento, a poco a poco con gli anni, ne prenderà sempre più possesso fino a fondersi del tutto con lui. Infatti fin dal primo momento la creatura gli disse che se avesse accettato lo scambio che gli propose lo avrebbe aiutato ad uccidere il padre ma in cambio avrebbe ottenuto la sua anima, ed il giovane accetta. Insomma Kazuya ha stretto il classico 'patto col diavolo'. Da quel momento in poi egli non riuscì più a sopprimere il demone dentro di lui e si lascerà sempre più divorare dall'odio e dalla sete di vendetta, e poi anche da quella di potere come suo padre, perché Devil influenzerà la sua mente e i suoi comportamenti trasformandolo di fatto in un'altra persona del tutto diversa, quindi non sarà più il bambino dolce e sensibile di un tempo, ma diventerà una macchina omicida. Dopo anni e anni di duro allenamento tra le montagne giapponesi, in cui ha perfezionato il suo stile di lotta, il karate stile Mishima appreso da suo padre e da suo nonno, nonché dopo essersi fatto un nome tra i combattenti di strada avendo affrontato e vinto molti avversari per allenarsi e per misurare le sue capacità, un giorno l'ormai ventiduenne Kazuya trova e legge un volantino con l'annuncio del "Tekken" e naturalmente, convinto di essere ormai pronto per la resa dei conti col malvagio genitore, decide di cogliere al volo l'occasione e partecipare. Probabilmente sa che suo padre, il quale ha ormai scoperto che è ancora vivo, lo sta aspettando, ma sentendosi sicuro di sé si iscrive.
La trama, ad ogni modo, non comprende solo le vicende della famiglia Mishima (nonostante sia il tema portante dell'intera saga), ma si dirama anche verso numerosi altri personaggi: le sorelle Nina Williams ed Anna Williams, ad esempio, partecipano alla competizione per regolare una questione familiare fatta di gelosie ed antipatie reciproche e vecchi asti familiari, e anche questo sarà un evergreen in Tekken; il messicano King (vistosamente caratterizzato da una maschera di giaguaro che porta sempre indosso), bidello di giorno e combattente di notte, partecipa al torneo per ricavare i soldi che servono per ristrutturare l'orfanotrofio in cui lavora; Yoshimitsu è invece un ladro gentiluomo che vuole vincere il torneo per raccogliere i fondi per il clan di cui è membro, il Clan Manji, che si adopera per fare del bene ai più poveri. Questi ed altri personaggi prenderanno parte al torneo ma saranno poi presenti anche nelle successive edizioni, protagonisti ciascuno di vicende molto interessanti e che li portano, con motivazioni volta per volta diverse, a partecipare.

### Epilogo
In tutti i capitoli della saga, ogni volta che si conclude la modalità arcade con un personaggio, è possibile guardare un breve filmato che mostra cosa sarebbe accaduto se quel personaggio avesse vinto il torneo. Chi sia il vincitore reale del torneo lo si viene a sapere con certezza solo all'uscita del capitolo successivo, quando le vicende riprendono da dove erano terminate secondo il finale del capitolo precedente.
Dalla storia di Tekken 2 veniamo a sapere che fu Kazuya, secondo la continuità ufficiale, il vincitore del primo Tekken. Nel micidiale scontro finale, molto duro per entrambi i contendenti e protrattosi per molte ore affrontò proprio suo padre Heihachi, ed alla fine lo sconfisse regolando il loro conto in sospeso. Ciò che accadde e quindi si vede nel filmato finale di questo personaggio è che si vendica per bene sul padre, gettandolo mentre è privo di sensi dopo la sconfitta, dallo stesso dirupo in cui anni prima egli aveva gettato lui (molto probabilmente), e alla fine un sorriso soddisfatto si dipinge sul suo volto. Da questo momento inoltre Kazuya subentra al padre alla guida della Mishima Conglomerate/Mishima Zaibatsu.

## Personaggi
Sono presenti in tutto 19 personaggi. I primi 8 sono di base, cioè appaiono fin dall'inizio nella schermata di selezione del personaggio ed utilizzandoli se ne sbloccano altri (questa caratteristica sarà tipica di tutti i capitoli della saga). Altri 9 sono da sbloccare e i rimanenti 2 (uno dei quali è il costume bonus Devil Kazuya per Kazuya considerabile anch'esso un personaggio) sono personaggi segreti extra, sbloccabili in maniera più complessa. Eccoli tutti elencati:

### Di base
- Paul Phoenix
- Yoshimitsu
- Nina Williams
- Michelle Chang
- Marshall Law
- King
- Jack
- Kazuya Mishima

### Da sbloccare
- Heihachi Mishima[13][16] (boss finale da sbloccare)
- Anna Williams[12][16] (da sbloccare con Nina)
- Armor King[12][16] (da sbloccare con King)
- Ganryu[12][16] (da sbloccare con Yoshimitsu)
- Kuma[12][16] (da sbloccare con Paul)
- Kunimitsu[12][16] (da sbloccare con Michelle)
- Lee Chaolan[12][16] (da sbloccare con Kazuya)
- Prototype Jack[12][16] (da sbloccare con Jack)
- Wang Jinrei[12][16] (da sbloccare con Law)

### Segreti
- Devil Kazuya (presente solo nella versione PSX: si tratta di un costume bonus di Kazuya sbloccabile completando tutti i livelli del minigioco iniziale Galaga con un perfect[14][15][5][17]; nella versione finale del gioco per PSX gli tolsero le ali che però aveva nell'Art Book originale)
- Wildcard (presente solo nella versione Arcade come cheat; ha il corpo di Kazuya, la voce di Paul e i movimenti di Yoshimitsu)

## Voci
- Banjō Ginga:	Heihachi, Jack, P.Jack, Ganryu
- Katsuhiro Harada: Law, Yoshimitsu
- Jôji Nakata: Devil, Kazuya, Lee
- Tamio Ōki: Wang
- Yumi Tōma: Anna, Nina

## Accoglienza
La versione per PlayStation divenne il primo titolo per la console della Sony a vendere più di un milione di copie.